# Andrias scheuchzeri
Espèce
Synonymes
- † Salamandra scheuchzeri Holl, 1831

Andrias scheuchzeri est une espèce fossile d'urodèles de la famille des Cryptobranchidæ.

## Répartition
Cette salamandre géante est connue par des fossiles du Miocène et de l'Oligocène découverts en Allemagne et en Autriche.

## Description

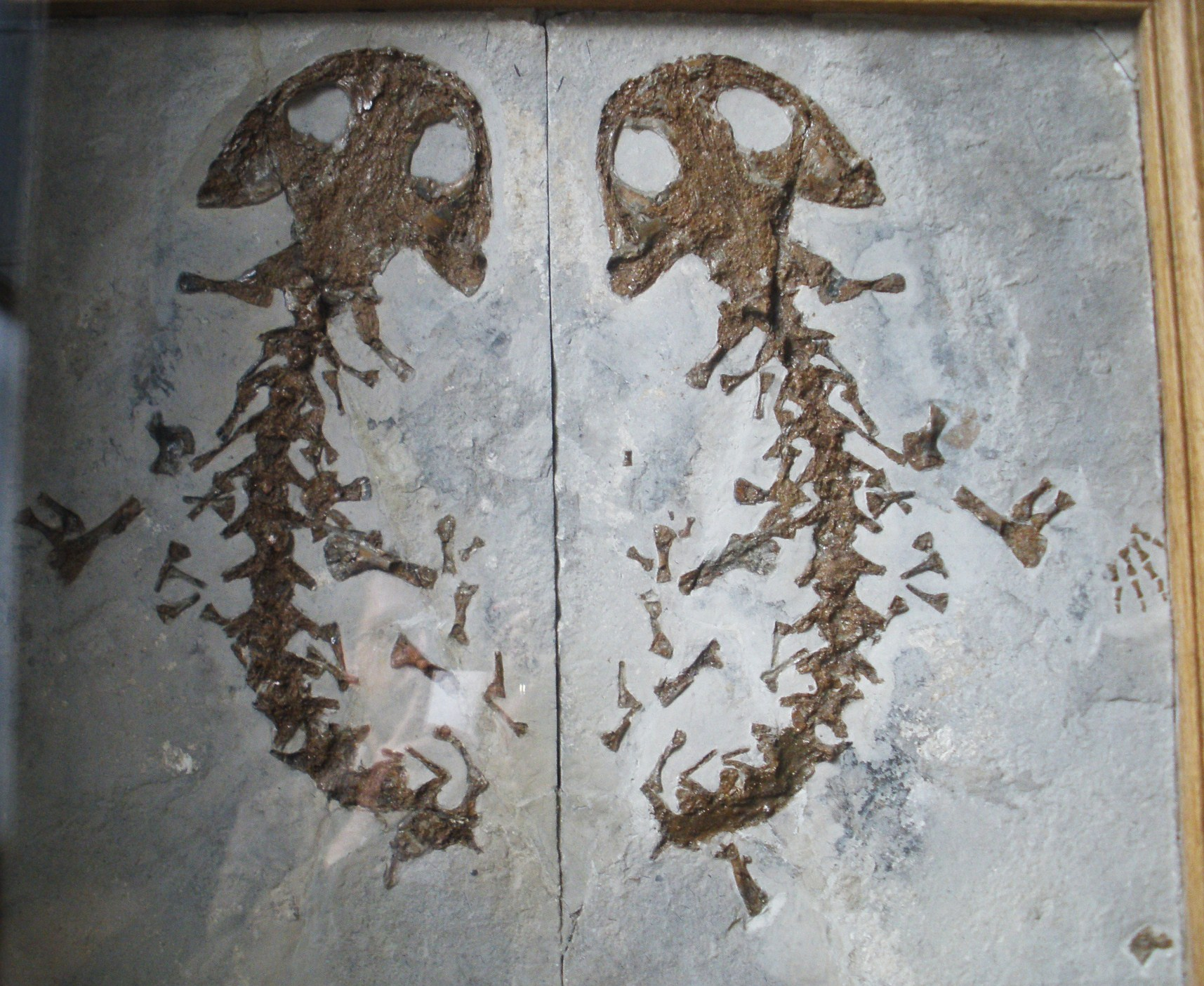
Andrias scheuchzeri.

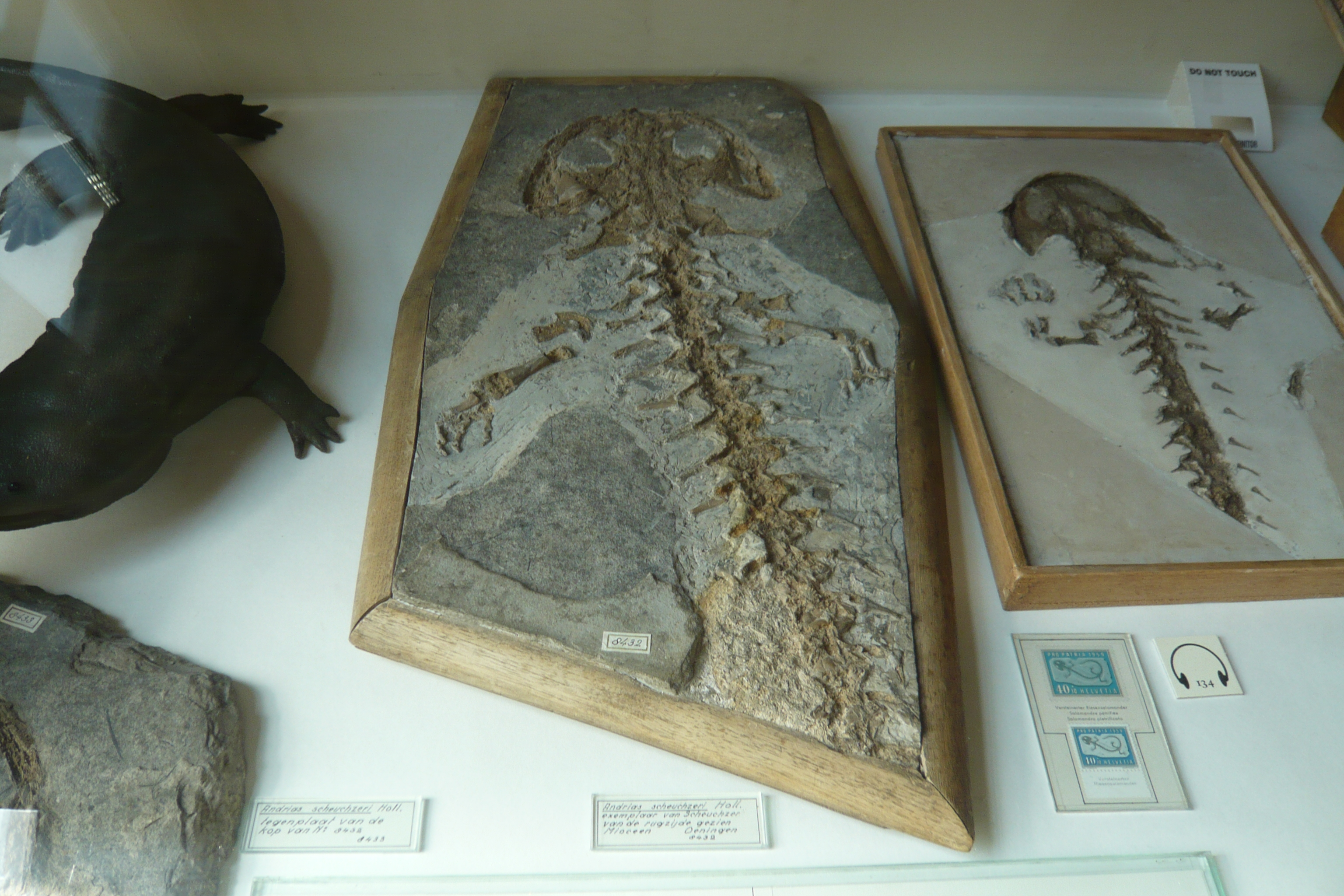
Andrias scheuchzeri.

On ne peut pas la distinguer de manière ostéologique d'Andrias davidianus, et c'est pourquoi celle-ci, décrite seulement en 1871, est parfois considérée comme un synonyme de celle-là.

## Histoire
Scheuchzer, en 1726, dans son livre Lithographia Helvetica décrivit un fossile et l'appela Homo diluvii testis (en latin : « homme témoin du Déluge »), estimant qu'il s'agissait des restes d'un homme qui s'était noyé au cours du Déluge de la Bible. Ce fossile mesurait environ 1 m de longueur et il lui manquait la queue et les pattes arrière, si bien qu'on pouvait lui trouver une ressemblance avec les restes d'un enfant qui aurait été violemment piétiné. En 1802 ce fossile fut acheté par le Teylers Museum de Haarlem, aux Pays-Bas, et il y est encore exposé. En 1812, le fossile fut examiné par Cuvier, qui reconnut qu'il ne s'agissait pas d'un être humain. Après avoir été identifié comme une salamandre, il fut renommé par Holl Salamandra scheuchzeri en 1831. Le genre Andrias fut créé six ans plus tard par Tschudi avec Salamandra scheuchzeri comme espèce type par monotypie.
Ainsi le nom du genre, Andrias (qui signifie « image de l'homme »), et l'épithète spécifique, scheuchzeri, rappellent Scheuchzer et son interprétation.

## Étymologie
Cette espèce est nommée en l'honneur de Johann Jakob Scheuchzer.

## Publication originale
- Holl, 1831 : Handbuch der Petrefaktenkunde. Dresden.

## En littérature
La salamandre de Scheuchzer est au centre du roman satirique et dystopique de Karel Čapek La Guerre des Salamandres.
Avec une verve iconoclaste Čapek montre les salamandres de Scheuchzer, préservées miraculeusement dans un lagon perdu d'Indonésie, d'abord exploitées comme sous-prolétaires esclavagisés puis se rebellant et prenant le pouvoir sur la Terre.
Le classique croquis du fossile (que Scheuchzer avait pris pour celui d'un homme préhistorique témoin du Déluge biblique avant d'être démenti par Cuvier) est reproduit en bonne place dans le roman.